# Tom Sier (calciatore)
Thomas Nicolaas Sier, detto Tom (Volendam, 1º gennaio 1970), è un ex calciatore olandese, di ruolo difensore.

## Palmarès

### Club

#### Competizioni nazionali
- Campionato olandese: 1

Ajax: 1997-1998
- Coppa dei Paesi Bassi: 2

Ajax: 1997-1998, 1998-1999